# مونتي بورزيو كاتوني
مونتي بورزيو كاتوني هي كومونا في مدينة روما الحضرية في منطقة لاتيوم في وسط إيطاليا، وتقع على بعد حوالي 20 كيلومتر (12ميل) جنوب شرق روما، وعلى تلال ألبان.
وتحد مونتي بورزيو كاتوني البلديات التالية: فراسكاتي، جروتافيراتا، مونت كومباتري، وروما.

## المعالم السياحية الرئيسية
- يقع مرصد روما الفلكي على بعد حوالي 2 كيلومتر (1.2 ميل) عن وسط المدينة. وقد بدأ بناؤه في عام 1939 واكتمل في عام 1965. وبني على أنقاض فيلا رومانية وهي «فيلا ماتيديا» من القرن الميلادي الأول. ويتميز البناء المهيب بطراز معماري استخدم فيه الأسلوب العقلاني في التصميم واستُخدم في السابق لحفظ معدات المرصد الوطني في روما وأصبح لاحقا صرحا لتعزيز الدراسات الفلكية والعلمية. وزُوّد المرصد حاليا بجهاز أسْطُرلاب وموارد تعليمية أخرى كمبادرة تعليمية للمدارس، والجامعات والرابطات والمجموعات الخاصة.
- أسس دير صومعة توسكلان عام 1607 على أيدي رهبان كامالدوليز في مونتي كورونا. واكتمل المبنى في عام 1613. وكرست كنيسة الدير للقديس روموالد. ويسمح بضيافة الحجاج الرجال من قبل الناسكين هناك. ويمنع دخول النساء إلى الصومعة. ونُقش باللاتينية على الباب الخشبي الكلمات التالية:"Ecce Elongavi Fugiens et Mansi In Solitudine" والتي تترجم إلى (هربت إلى هنا بعيدا عن العالم وأسست بيتي في عزلة)
- وتوجد معالم أخرى تشمل كنيسة القديس غريغوري العظيم التي شيدها كارلو راينالدي لعائلة بورغيزي الملكية، ويوجد معلم أخر وهي أنقاض المدينة الرومانية الأثرية توسكولوم.

## روابط خارجية
- Official website
- Official website of the Rome Astronomical Observatory